# Struck
Struck is een plaats in Duitsland en is onderdeel van de stad Remscheid. Het maakt deel uit van het stadsdistrict Remscheid-Süd en telt iets meer dan 2000 inwoners.
Struck ligt aan de Uerdinger Linie, de scheidslijn tussen het Hoogduitse 'ich' en het Nederfrankische 'ik'. Struck hoort bij het gebied waar Limburgs wordt gesproken.

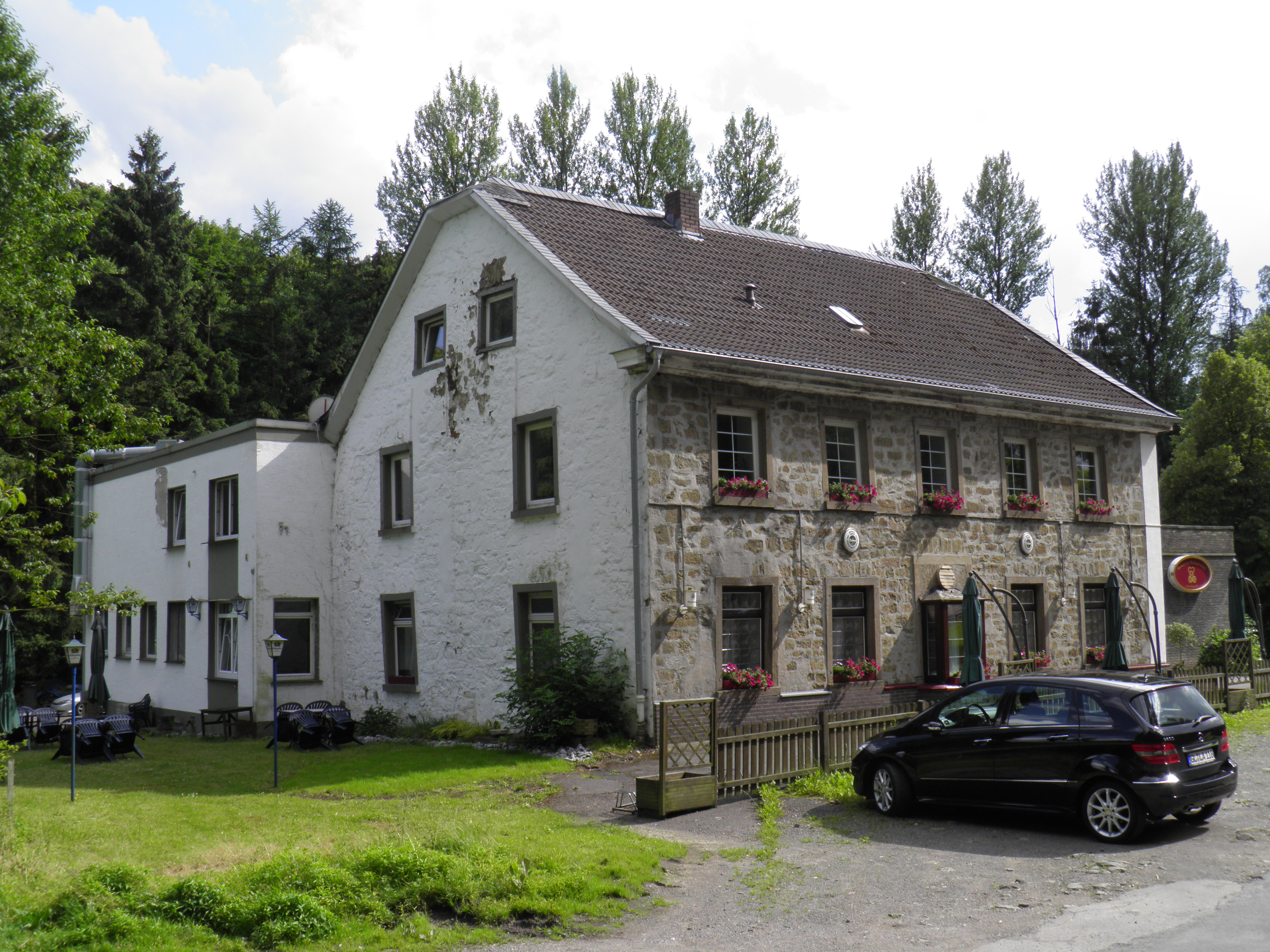
Molen in Struck
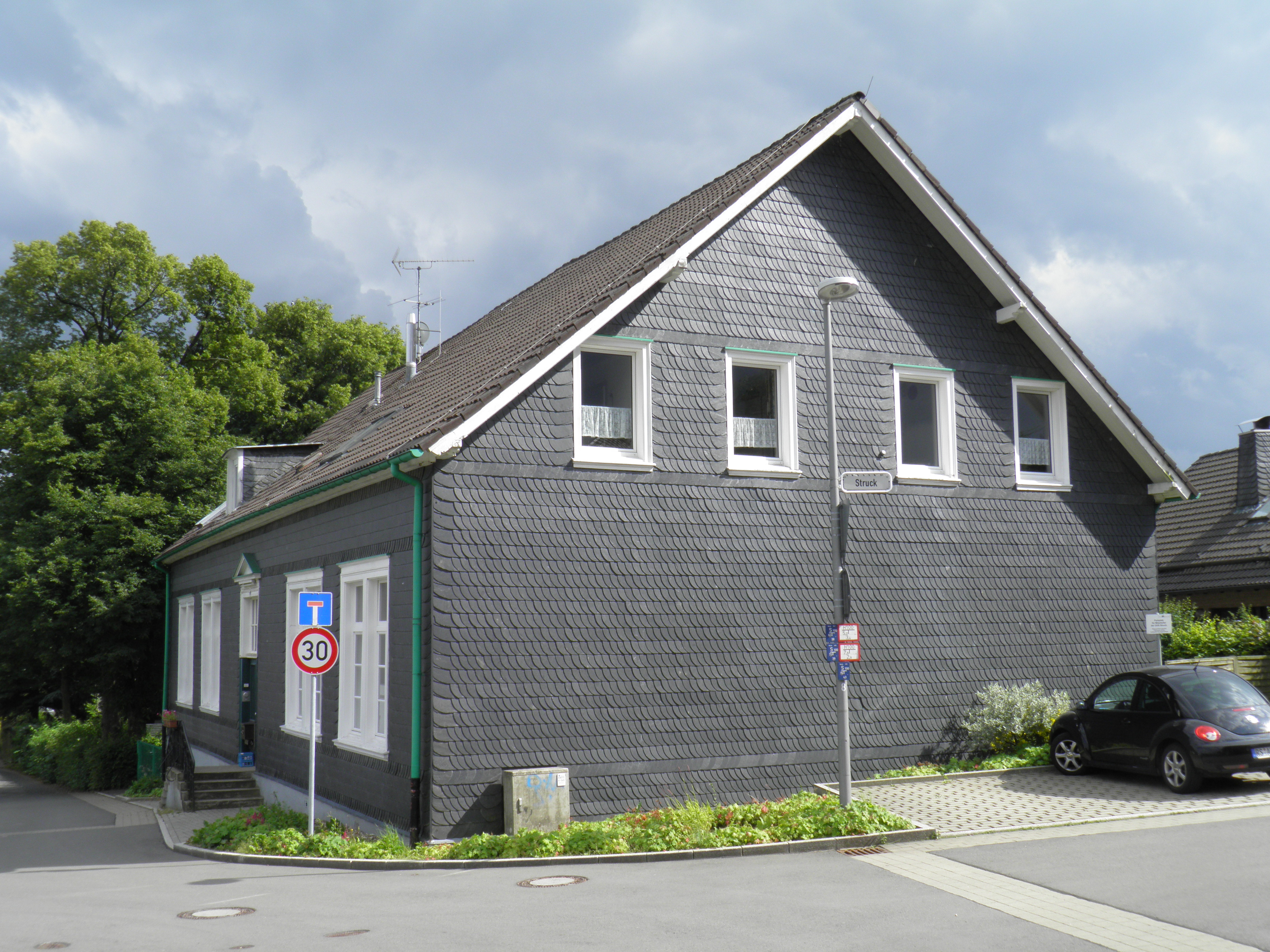
School in Struck